# Фрида и Диего Ривера
«Фрида и Диего Ривера» (исп. Frieda y Diego Rivera) — картина мексиканской художницы Фриды Кало, написанная маслом на холсте в 1931 году. Это полотно было создано через два года после свадьбы Фриды Кало и Диего Риверы и считается их свадебным портретом.
На картине изображена Кало, стоящая рядом со своим мужем и коллегой Риверой. Диего изображён как художник — он держит в правой руке палитру и четыре кисти. Кало склоняет в его сторону голову. Оба смотрят на зрителя, не улыбаясь. Своей левой рукой Фрида поддерживает свою ярко-красную шаль, а правой — держится за руку (соединение их рук занимает центральную точку полотна). Ривера представлен физически намного крупнее Кало. Голубь в правом верхнем углу картины несёт ленту с надписью: «Здесь вы видите нас: меня, Фриду Кало, с моим любимым мужем Диего Ривера. Я писала эти портреты в прекрасном городе Сан-Франциско для нашего друга мистера Альберта Бендера, и было это в апреле, в году 1931». Эта работа была создана по заказу Альберта Мориса Бендера, коллекционера произведений искусства и покровителя Риверы.
Существует множество интерпретаций этой картины. Хайден Эррера, автор биографии Фриды Кало, считает, что она изобразила саму себя лишь в качестве жены великого художника Риверы. Другие исследователи, такие как Маргарет Линдауэр, рассматривают более широкий контекст, при котором была создана эта работа. Лента с надписью говорит в пользу этой интерпретации, так как она ставит Кало в положение профессионального художника.
В 1936 году из коллекции Альберта Мориса Бендера картина была передана Музею современного искусства Сан-Франциско (SFMOMA), где она и поныне является его коллекции и обычно выставляется на всеобщее обозрение.